# 漢寶集團
漢寶集團，又名漢寶集團龍蝦大王公司，是香港一個中式酒樓集團，也是當時中國能源開發控股有限公司旗下成員公司，在1986年由殷商張道生博士一力創立於九龍土瓜灣道與落山道交界。目前在各區經營多家酒樓，曾是全香港最大的酒樓集團。因為分店多佔地面積廣，是不少地區的地標，故此很多時紅色小巴也會以「漢寶」作為站名。酒樓專門供應中式點心及主菜，尤以龍蝦菜式及其他海鮮美食為主。

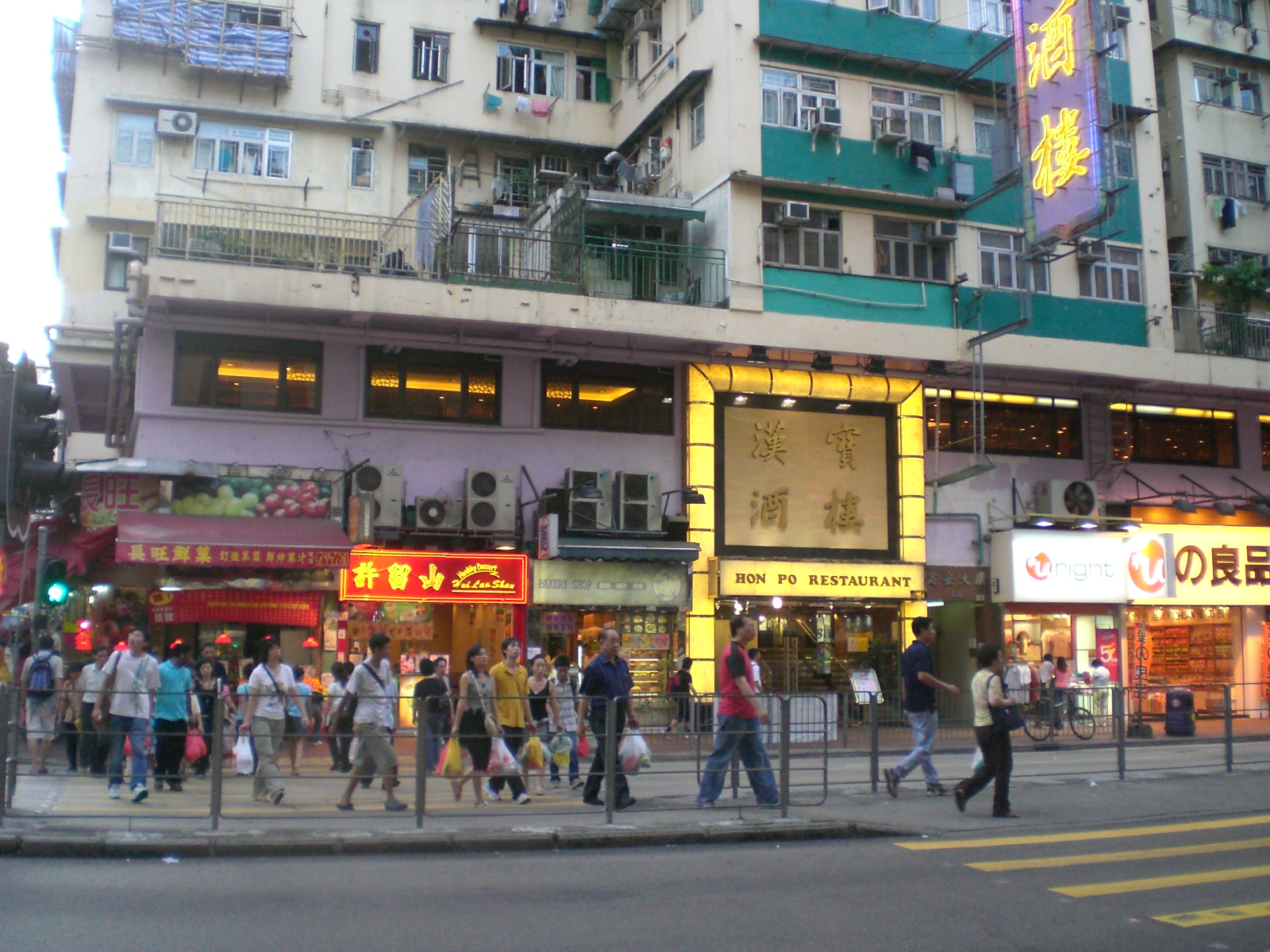
土瓜灣道漢寶酒樓

現時創辦人張道生另行創立龍寶酒家集團品牌，以廉價及將晚市餐點（如明火花膠雞鍋、燉品或冬天時令羊腩煲等）由中午起特價提供作招徠，而另一創辦人張錫鵬（已故）則由兒子兼藝人張本立主理位於尖沙咀精華地段的頂好海鮮酒家。

## 屬下酒樓
- 土瓜灣漢寶酒樓總店：土瓜灣土瓜灣道78A-B（張道生博士自置物業）
- 採購部：葵涌和宜合道金威工業大廈地庫二樓

## 已結業酒樓（部份）
- 長沙灣漢寶酒樓：長沙灣東沙島街東蘭閣地下至二樓
- 葵涌漢寶酒樓：葵涌石蔭路金石樓商場
- 葵涌漢寶海鮮酒家：葵涌梨木道和記新邨平台
- 美孚漢寶酒樓：美孚新邨第八期
- 柴灣漢寶酒樓：柴灣漁灣邨房屋署及郵政大樓
- 九龍城漢寶酒樓：九龍城衙前圍道
- 九龍城漢年酒樓：九龍城衙前塱道
- 紅磡漢寶酒樓：紅磡明安街寶石戲院
- 灣仔漢寶海鮮酒家：灣仔杜老誌道
- 觀塘漢寶酒樓：牛頭角道裕民薈商場
- 北角漢寶酒樓：北角英皇道462-466號樂嘉中心1樓
- 旺角聯合京華酒樓：旺角太子彌敦道760號聯合廣場2樓
- 油麻地漢寶酒樓：油麻地彌敦道383號平安大廈2樓
- 京寶海鮮酒家：尖沙咀加拿分道20號加拿芬廣場2樓
- 景逸軒（前為漢寶皇宮酒樓）：尖沙咀柯士甸道8號龍堡國際賓館地下及地庫
- 景逸軒：銅鑼灣告士打道311號皇室堡6樓
- 景逸軒：尖沙咀天文臺道8號5樓
- 景逸軒：紅磡都會道6號都會海逸酒店L8

## 廣告口號
- 穩健忠誠益食家（巴士車身廣告標語）
- 九七好日子，龍蝦做晚餐
- 識飲識食好味道當然識揀漢寶

## 拿手名菜
- 芝士焗龍蝦
- 雞燉翅
- 山竹牛肉連喼汁
- 干炒肉片河

## 外部連結
- 漢寶酒樓 （页面存档备份，存于）
- 景逸軒 （页面存档备份，存于）